# Leitura da Torá
Leitura da Torá (em hebraico: קריאת התורה, K'riat HaTorah; "Leitura [de] a Torá") é um ritual religioso judaico, que envolve a leitura pública de um conjunto de passagens a partir de um rolo da Torá. O termo geralmente se refere a toda a cerimónia de retirar o rolo da Torá (ou rolos) da arca, cantando trechos adequados com cantilenas especiais e retornando o(s) rolo(s) para a arca.

## Procedimento

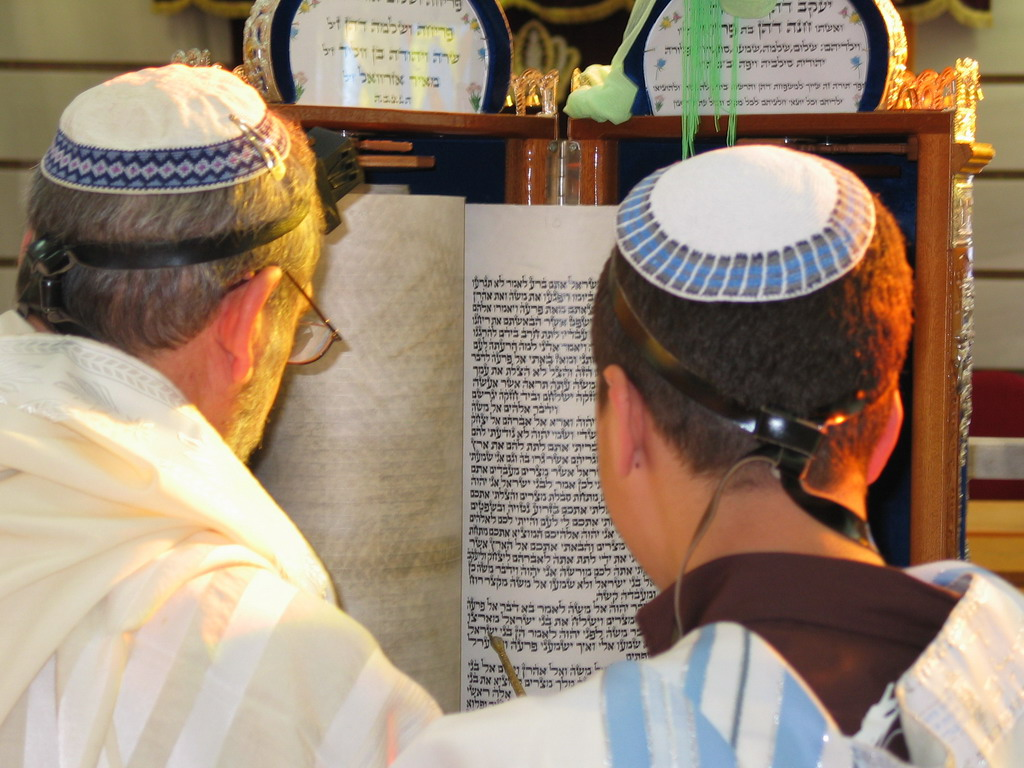
Menino lê a Torá, conforme o costume sefardita.

O termo "leitura da Torá" é usado frequentemente para se referir a toda a cerimônia de tomar o rolo da Torá (ou rolos) para fora da Arca Sagrada lendo trechos da Torá com uma música especial, e colocar o(s) rolo(s) de volta na Arca Sagrada.
O rolo da Torá é armazenado em um armário ornamental, chamado de Arca (Sagrada) (em hebraico: Aron (Kodesh)), projetado especificamente para rolos da Torá. A Arca é Sagrada e encontrada geralmente na parte da frente do santuário, e é um elemento central da arquitetura da sinagoga.